# Sint-Catharinakapel (Hoegaarden)

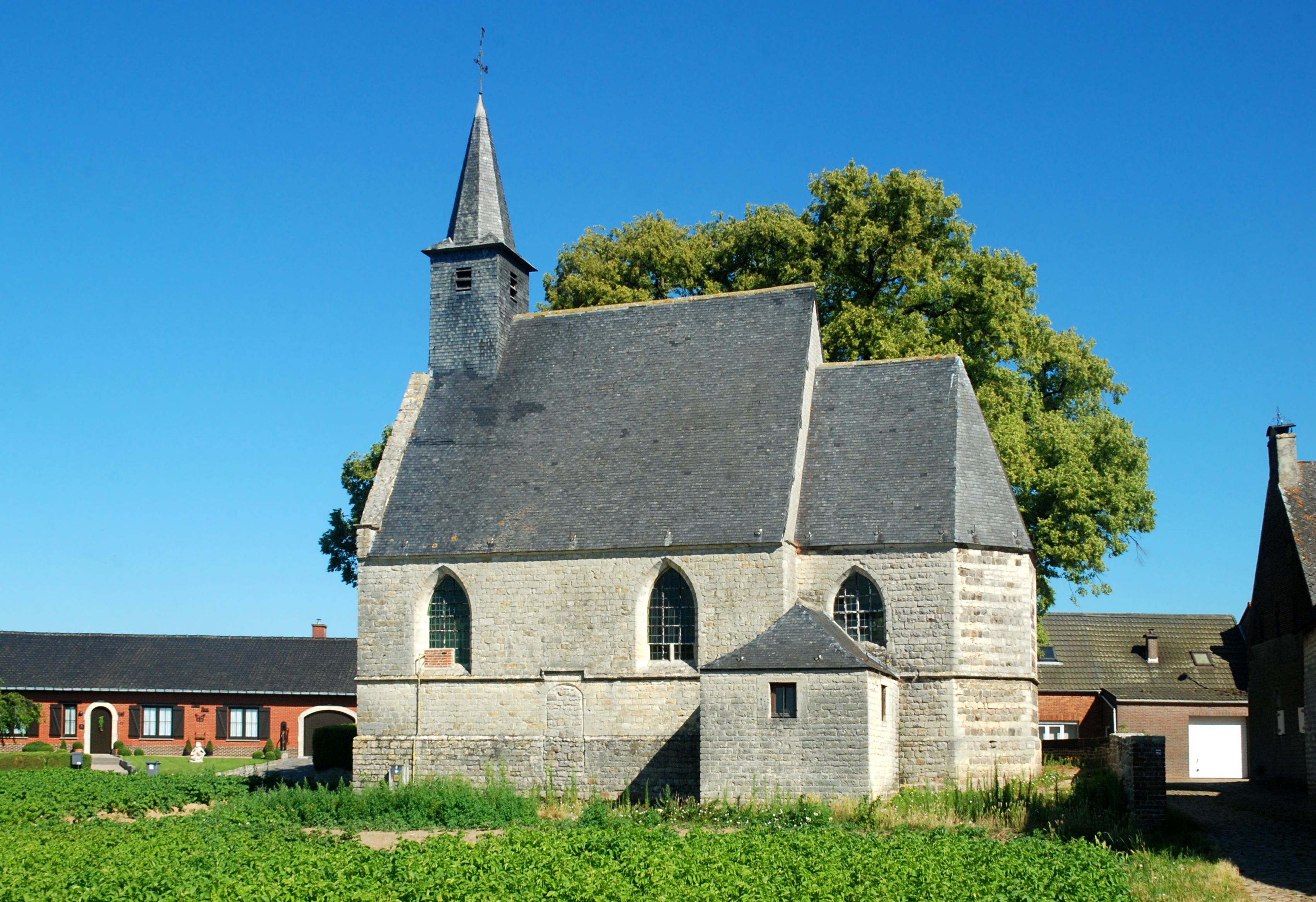
Sint-Catharinakapel

De Sint-Catharinakapel is een bedevaartkapel nabij de Vlaams-Brabantse plaats Hoegaarden, gelegen aan Hauthem.
De kapel werd opgericht in de 16e eeuw. Hij werd gebouwd in natuursteen in laatgotische stijl. De kapel heeft een lager, driezijdig afgesloten koor. De westgevel is voorzien van een dakruiter uit de 17e eeuw. In 1751 werd het interieur voorzien van rococo-stucwerk. In 1775-1776 werd de zuidelijke sacristie aangebouwd.
De kapel heeft 17e-eeuws meubilair zoals drie portiekaltaren, koorgestoelte en communiebank. Ook zijn er beelden uit de 16e tot en met de 18e eeuw.